# HD 85945
HD 85945，又名BD+58 1224，SAO 27438、HR 3922，是一颗恒星，视星等为5.93，位于銀經155.9，銀緯47.02，其B1900.0坐标为赤經9h 50m 15.4s，赤緯+57° 47.02′ 39″。